# سلامون الغبار
سلامون الغُبار إحدى قرى مركز بسيون التابع لمحافظة الغربية بجمهورية مصر العربية.

## التاريخ
هي قرية قديمة اسمها الأصلي سَلَمون، ذكرت في قوانين ابن مماتي وفي تحفة الإرشاد وفي التحفة السنية وفي وقف السلطان قايتباي المحرر في سنة 879 هجري، وردت باسم سلمون الغبار في دليل سنة 1224 وباسمها الحالي في تاريخ 1228هـ/1813م الذي عدّ قرى مصر بعد المسح الذي قام به محمد علي باشا، وقد أضيفت إليها كلمة الغبار (التراب) لتميزيها عن القرى التي بنفس اسمها في بقية البلاد.
ذكرها علي مبارك في كتابه الخطط التوفيقية باسم "سلمون الغبار"، حيث ذكر أنها قرية في مديرية الغربية بقسم بسيون، وأن بها مسجد ومهنة أهلها الزراعة. أصلها من توابع مركز كفر الزيات ثم نقلت إلى مركز قلين، ثم ضمت في 6 أبريل 1955 إلى مركز بسيون.

## السكان
بلغ عدد سكان سلامون الغبار 8899 نسمة حسب تقدير عام 2018.
| السنة  | 1882 | 1897 | 1907 | 1927 | 1947 | 1960 | 1976 | 1986 | 1996 | 2006  | 2018 |
| ------ | ---- | ---- | ---- | ---- | ---- | ---- | ---- | ---- | ---- | ----- | ---- |
| القرية | 1318 | 1787 | 2285 | 2400 | 2698 | 3305 | 4086 | 5171 | 6386 | 7,416 | 8899 |